# だるま食堂 (バンド)
だるま食堂（だるましょくどう、正式名：達磨食堂）は、1970年に結成された日本のロックバンドである。バンド名は「一度聞いたら忘れない」をコンセプトに命名された。

## 来歴

### 第1期

#### メンバー
- DARUMA JUN（蔵田ジュン） - ギター[1]
- 木戸紀行 - ベース、ボーカル[1]
- 河原井マサ - キーボード[1]
- 関戸ケンジ - ドラムス[1]

ドラムスは関戸、山崎を経て1973年4月頃、吉岡タカシに代わった。同年10月頃、河原井が東京進出の為脱退した。ボーカルに飯田清文が加入した。

#### 第1期の活動
サウンドは正統ハードロックで、曲はオリジナル（歌詞は英語）であった。神戸を中心に、ヤマハ主催のコンサートや学園祭等に出演した。また、大阪方面でライブ活動を展開した。梅田にあったゴーゴージャンボリー（こだま）と言うロック（ダンス）ホールには、3年間に渡り毎月1週間出演した。イギリスのバンド・スレイドの、厚生年金会館・京都会館で行われた公演に前座で出演した。1974年にヤマハが主催する「8・8ロックデー」が滋賀県・びわ湖バレイにて開催され、ゲストバンドとして出演した。
1974年6月 - 7月にかけて大阪市北区にあった録音スタジオ「サウンドクリエイション」でスタジオ録音したオムニバスLP「イントロダクション」（キングレコード）には、桑名正博・ユグドラシル（加賀テツヤ）と共に、2曲の音源（You Gatta Be Free、Lonely woman）を残した。
同年の秋には桑名、上田正樹他が出演した「天王寺オデッセイ」（天王寺野音）に出演した。そのライブを最後に第1期のだるま食堂は終了した。その後、吉岡は上京しメジャーで活動した。DARUMA JUNは、秋田鋭次郎（ドラムス）・明石昌夫（ベース）と「竜牙」を結成した。

### 第2期
1977年には、第2期のだるま食堂が再結成された。初期のメンバーは、飯田（ボーカル）、井上衛（ベース）、菅沼孝三（ドラム）、DARUMA JUN（ギター）であった。その後、キーボードに服部ませいが参加した。
ヤマハ主催のコンサートや京都のライブハウス（磔磔・捨得・サーカス＆サーカス）、大阪のライブハウス（バハマ・バーボンハウス・ホットライン）に出演した。前述のメンバーで約2年間活動の後、菅沼と井上（後任は明石）が脱退した。その後、DARUMA JUNも脱退し色々なメンバーが参加の末、第2期は終焉を迎えた。

### 第3期
2012年、DARUMA JUNが新メンバーを迎え再結成した（ギター・ボーカル：DARUMA JUN、キーボード：Akey 01、ドラムス：Shima、ベース・バッキングボーカル：HAMSTER-JOE）。2014年に、ライブハウス・チキンジョージの35周年記念イベント出演した。